# Raïon de Tsimliansk
Le raïon de Tsimliansk (en russe : Цимлянский район, Tsimlianski raïon) est une subdivision de l'oblast de Rostov, en Russie. Son centre administratif est Tsimliansk, à 236 km à l’est de Rostov-sur-le-Don.

## Géographie
Le raïon de Tsimliansk couvre 2 529 km2 et dans l’est de l’oblast de Rostov sur la rive droite du réservoir de Tsimliansk. Au nord le raïon est limitrophe de l’oblast de Volgograd.

## Histoire
Le raïon est formé en 1924 et prend sa forme actuelle en 1983.

## Population
La population de ce raïon s'élevait à 33 637 habitants en 2016.

## Subdivisions territoriales
Le raïon comprend la communauté urbaine de Tsimliansk et six communautés rurales :
- Communauté rurale de Kalininskaïa
- Communauté rurale de Krasnoïarskaïa
- Communauté rurale de Loznoï
- Communauté rurale de Makrinskaïa
- Communauté rurale de Novotsimlianskaïa
- Communauté rurale de Sarkel